# FA Cup finalen 1933
FA Cup-finalen 1933 var en fodboldkamp som udgjorde finalen i den britiske pokalturnering FA Cup i 1933. Den blev spillet mellem Everton og Manchester City den 29. april 1933 på Wembley Stadium i London. Finalen i 1933 var den første, i hvilken spillere fik tildelt numre, så de kunne genkendes. Everton fik numrene 1-11, og Manchester City fik numrene 12-22. Hvert hold spillede sig igennem fem runder for at nå til finalen. Everton vandt 3-0, hvor Jimmy Stein, Dixie Dean og James Dunn scorede målene. Det var holdets første cup-titel siden 1906.